# عشب البرك

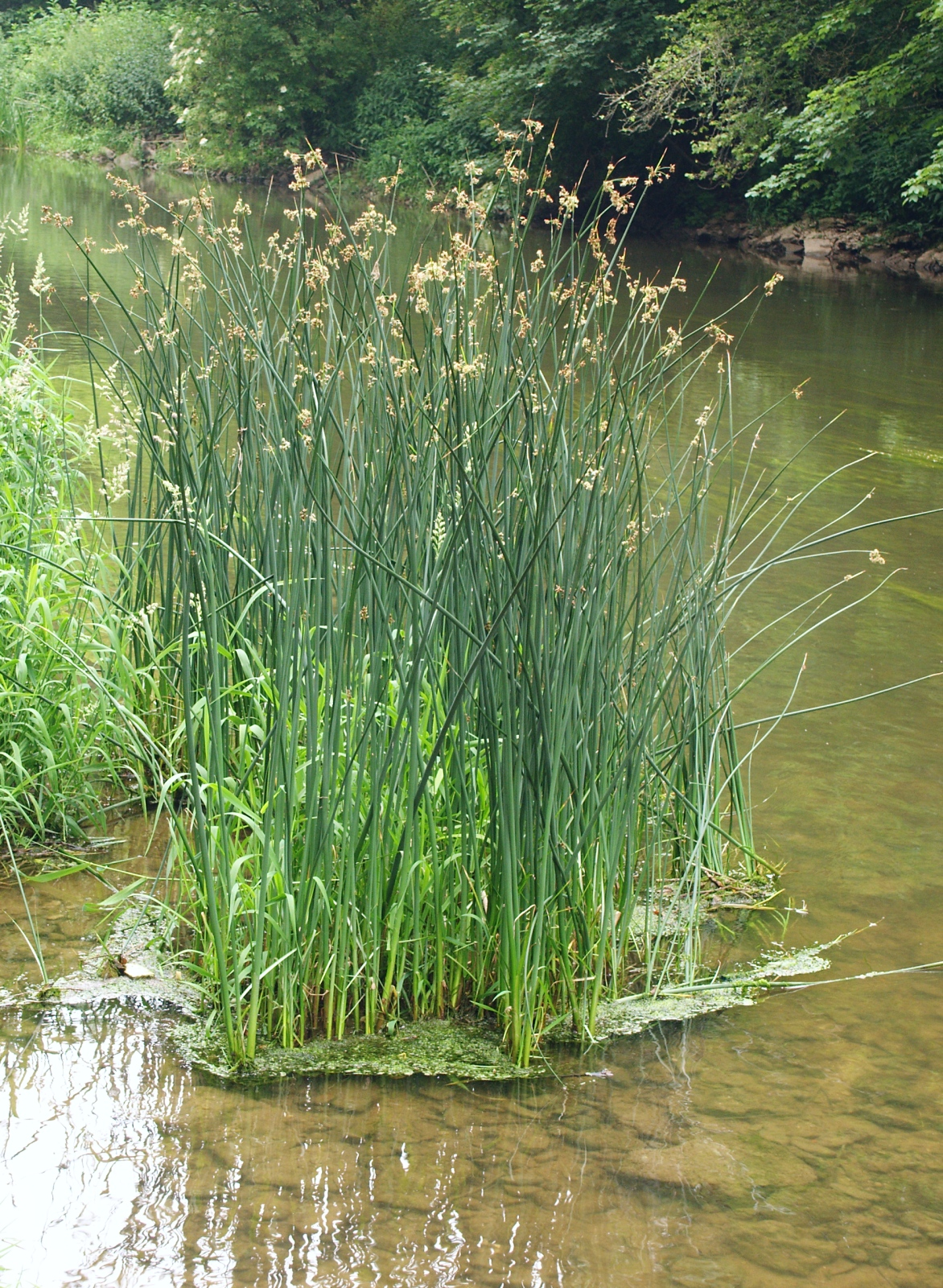
نبات الجولان البحيري هو مثال على أنواع نباتات عشب البرك

عشب البرك هو اسم عامي لعدة نباتات من أعشاب الأراضي الرطبة الكبيرة في الأسرة البردي (الفصيلة السعدية).
يتم تطبيق اسم خاصة على الأجناس التالية:
- السُعد
- الديس
- الجولان